# Citheronula
Citheronula este un gen de molii din familia Saturniidae. 

## Specii
- Citheronula armata (W. Rothschild, 1907)